# Svetovni pokal v alpskem smučanju 2012
Svetovni pokal v alpskem smučanju 2012.

## Zmagovalca
Zmagovalca skupnega seštevka sta Lindsey Vonn in  Marcel Hirscher.

## Koledar

### Moški
| Datum             | Prizorišče       | Disc. | Zmagovalec                          | Drugi                               | Tretji                              | Poročilo                                  |
| 23. oktober 2011  | Sölden           | VS    | Ted Ligety                          | Alexis Pinturault                   | Philipp Schörghofer                 | Arhivirano 2011-10-25 na Wayback Machine. |
| 13. november 2011 | Levi             | SL    | odpovedano zaradi pomanjkanja snega | odpovedano zaradi pomanjkanja snega | odpovedano zaradi pomanjkanja snega | odpovedano zaradi pomanjkanja snega       |
| 26. november 2011 | Lake Louise      | SM    | Didier Cuche                        | Beat Feuz                           | Hannes Reichelt                     | Arhivirano 2011-11-28 na Wayback Machine. |
| 27. november 2011 | Lake Louise      | SG    | Aksel Lund Svindal                  | Didier Cuche                        | Adrien Théaux                       | Arhivirano 2011-12-01 na Wayback Machine. |
| 2. december 2011  | Beaver Creek     | SM    | Bode Miller                         | Beat Feuz                           | Klaus Kröll                         | Arhivirano 2011-12-05 na Wayback Machine. |
| 3. december 2011  | Beaver Creek     | SG    | Sandro Viletta                      | Aksel Lund Svindal                  | Beat Feuz                           | Arhivirano 2011-12-05 na Wayback Machine. |
| 4. december 2011  | Beaver Creek     | VS    | Marcel Hirscher                     | Ted Ligety                          | Fritz Dopfer                        | Arhivirano 2011-12-06 na Wayback Machine. |
| 6. december 2011  | Beaver Creek     | VS    | Ted Ligety                          | Marcel Hirscher                     | Kjetil Jansrud                      | Arhivirano 2012-01-07 na Wayback Machine. |
| 8. december 2011  | Beaver Creek     | SL    | Ivica Kostelić                      | Cristian Deville                    | Marcel Hirscher                     | Arhivirano 2012-01-07 na Wayback Machine. |
| 10. december 2011 | Val-d'Isère      | VS    | odpovedano zaradi pomanjkanja snega | odpovedano zaradi pomanjkanja snega | odpovedano zaradi pomanjkanja snega | odpovedano zaradi pomanjkanja snega       |
| 11. december 2011 | Val-d'Isère      | SL    | odpovedano zaradi pomanjkanja snega | odpovedano zaradi pomanjkanja snega | odpovedano zaradi pomanjkanja snega | odpovedano zaradi pomanjkanja snega       |
| 16. december 2011 | Val Gardena      | SG    | Beat Feuz                           | Bode Miller                         | Kjetil Jansrud                      | Arhivirano 2012-01-07 na Wayback Machine. |
| 17. december 2011 | Val Gardena      | SM    | odpovedano zaradi močnega vetra     | odpovedano zaradi močnega vetra     | odpovedano zaradi močnega vetra     | odpovedano zaradi močnega vetra           |
| 18. december 2011 | Alta Badia       | VS    | Massimiliano Blardone               | Hannes Reichelt                     | Philipp Schörghofer                 | Arhivirano 2011-12-19 na Wayback Machine. |
| 19. december 2011 | Alta Badia       | SL    | Marcel Hirscher                     | Giuliano Razzoli                    | Felix Neureuther                    | Arhivirano 2012-01-07 na Wayback Machine. |
| 21. december 2011 | Flachau          | SL    | Ivica Kostelić                      | André Myhrer                        | Cristian Deville                    | Arhivirano 2012-01-07 na Wayback Machine. |
| 29. december 2011 | Bormio           | SM    | Didier Défago                       | Patrick Küng                        | Klaus Kröll                         | Arhivirano 2012-01-07 na Wayback Machine. |
| 1. januar 2012    | München          | PT    | odpovedano zaradi pomanjkanja snega | odpovedano zaradi pomanjkanja snega | odpovedano zaradi pomanjkanja snega | odpovedano zaradi pomanjkanja snega       |
| 5. januar 2012    | Zagreb           | SL    | Marcel Hirscher                     | Felix Neureuther                    | Ivica Kostelić                      | Arhivirano 2012-01-08 na Wayback Machine. |
| 7. januar 2012    | Adelboden        | VS    | Marcel Hirscher                     | Benjamin Raich                      | Massimiliano Blardone               | Arhivirano 2012-12-10 at Archive.is       |
| 8. januar 2012    | Adelboden        | SL    | Marcel Hirscher                     | Ivica Kostelić                      | Stefano Gross                       | Arhivirano 2012-01-11 na Wayback Machine. |
| 13. januar 2012   | Wengen           | KB    | Ivica Kostelić                      | Beat Feuz                           | Bode Miller                         | Arhivirano 2012-01-15 na Wayback Machine. |
| 14. januar 2012   | Wengen           | SM    | Beat Feuz                           | Hannes Reichelt                     | Christof Innerhofer                 | Arhivirano 2012-07-31 at Archive.is       |
| 15. januar 2012   | Wengen           | SL    | Ivica Kostelić                      | André Myhrer                        | Fritz Dopfer                        | Arhivirano 2012-01-17 na Wayback Machine. |
| 20. januar 2012   | Kitzbühel        | SG    | odpovedano zaradi dežja             | odpovedano zaradi dežja             | odpovedano zaradi dežja             | odpovedano zaradi dežja                   |
| 21. januar 2012   | Kitzbühel        | SM    | Didier Cuche                        | Romed Baumann                       | Klaus Kröll                         | Arhivirano 2012-01-23 na Wayback Machine. |
| 22. januar 2012   | Kitzbühel        | SL    | Cristian Deville                    | Mario Matt                          | Ivica Kostelić                      | Arhivirano 2012-01-23 na Wayback Machine. |
| 22. januar 2012   | Kitzbühel        | KB    | Ivica Kostelić                      | Beat Feuz                           | Silvan Zurbriggen                   | Arhivirano 2012-01-23 na Wayback Machine. |
| 24. januar 2012   | Schladming       | SL    | Marcel Hirscher                     | Stefano Gross                       | Mario Matt                          | Arhivirano 2012-01-29 na Wayback Machine. |
| 28. januar 2012   | Garmisch         | SM    | Didier Cuche                        | Erik Guay                           | Hannes Reichelt                     | Arhivirano 2012-01-31 na Wayback Machine. |
| 29. januar 2012   | Garmisch         | SG    | odpovedano zaradi megle             | odpovedano zaradi megle             | odpovedano zaradi megle             | odpovedano zaradi megle                   |
| 3. februar 2012   | Chamonix         | SM    | Klaus Kröll                         | Bode Miller                         | Didier Cuche                        | Arhivirano 2012-02-06 na Wayback Machine. |
| 4. februar 2012   | Chamonix         | SM    | Jan Hudec                           | Romed Baumann                       | Erik Guay                           | Arhivirano 2012-02-06 na Wayback Machine. |
| 5. februar 2012   | Chamonix         | KB    | Romed Baumann                       | Alexis Pinturault                   | Beat Feuz                           | Arhivirano 2012-02-08 na Wayback Machine. |
| 11. februar 2012  | Krasnaja Poljana | SM    | Beat Feuz                           | Benjamin Thomsen                    | Adrien Théaux                       | Arhivirano 2012-02-13 na Wayback Machine. |
| 12. februar 2012  | Krasnaja Poljana | KB    | Ivica Kostelić                      | Beat Feuz                           | Thomas Mermillod Blondin            | Arhivirano 2012-02-15 na Wayback Machine. |
| 18. februar 2012  | Bansko           | VS    | Marcel Hirscher                     | Massimiliano Blardone               | Marcel Mathis                       | Arhivirano 2012-02-21 na Wayback Machine. |
| 19. februar 2012  | Bansko           | SL    | Marcel Hirscher                     | André Myhrer                        | Stefano Gross                       | Arhivirano 2012-02-21 na Wayback Machine. |
| 21. februar 2012  | Moskva           | PT    | Alexis Pinturault                   | Felix Neureuther                    | André Myhrer                        | Arhivirano 2012-02-22 na Wayback Machine. |
| 24. februar 2012  | Crans-Montana    | SG    | Didier Cuche                        | Jan Hudec                           | Benjamin Raich                      | Arhivirano 2012-02-29 na Wayback Machine. |
| 25. februar 2012  | Crans-Montana    | SG    | Benjamin Raich                      | Adrien Théaux                       | Didier Cuche                        | Arhivirano 2012-02-29 na Wayback Machine. |
| 26. februar 2012  | Crans-Montana    | VS    | Massimiliano Blardone               | Marcel Hirscher                     | Hannes Reichelt                     | Arhivirano 2012-02-29 na Wayback Machine. |
| 2. marec 2012     | Kvitfjell        | SG    | Beat Feuz Klaus Kröll               |                                     | Kjetil Jansrud                      | Arhivirano 2012-03-06 na Wayback Machine. |
| 3. marec 2012     | Kvitfjell        | SM    | Klaus Kröll                         | Kjetil Jansrud                      | Aksel Lund Svindal                  | Arhivirano 2012-03-06 na Wayback Machine. |
| 4. marec 2012     | Kvitfjell        | SG    | Kjetil Jansrud                      | Aksel Lund Svindal                  | Beat Feuz                           | Arhivirano 2012-03-06 na Wayback Machine. |
| 10. marec 2012    | Kranjska Gora    | VS    | Ted Ligety                          | Alexis Pinturault                   | Marcel Hirscher                     | Arhivirano 2012-03-13 na Wayback Machine. |
| 11. marec 2012    | Kranjska Gora    | SL    | André Myhrer                        | Cristian Deville                    | Alexis Pinturault                   | Arhivirano 2012-03-13 na Wayback Machine. |
| 14. marec 2012    | Schladming       | SM    | Aksel Lund Svindal                  | Beat Feuz                           | Hannes Reichelt                     | Arhivirano 2012-03-16 na Wayback Machine. |
| 15. marec 2012    | Schladming       | SG    | Christof Innerhofer                 | Alexis Pinturault                   | Marcel Hirscher                     | Arhivirano 2012-03-18 na Wayback Machine. |
| 17. marec 2012    | Schladming       | VS    | Marcel Hirscher                     | Hannes Reichelt                     | Marcel Mathis                       | Arhivirano 2012-03-19 na Wayback Machine. |
| 18. marec 2012    | Schladming       | SL    | André Myhrer                        | Felix Neureuther                    | Mario Matt                          | Arhivirano 2012-03-21 na Wayback Machine. |

### Ženske
| Datum             | Prizorišče         | Disc. | Zmagovalka                          | Druga                               | Tretja                              | Poročilo                                  |
| 22. oktober 2011  | Sölden             | VS    | Lindsey Vonn                        | Viktoria Rebensburg                 | Elisabeth Görgl                     | Arhivirano 2011-10-24 na Wayback Machine. |
| 12. november 2011 | Levi               | SL    | odpovedano zaradi pomanjkanja snega | odpovedano zaradi pomanjkanja snega | odpovedano zaradi pomanjkanja snega | odpovedano zaradi pomanjkanja snega       |
| 26. november 2011 | Aspen              | VS    | Viktoria Rebensburg                 | Elisabeth Görgl                     | Julia Mancuso                       | Arhivirano 2011-11-28 na Wayback Machine. |
| 27. november 2011 | Aspen              | SL    | Marlies Schild                      | Maria Pietilä Holmner               | Maria Höfl-Riesch                   | Arhivirano 2011-11-28 na Wayback Machine. |
| 2. december 2011  | Lake Louise        | SM    | Lindsey Vonn                        | Tina Weirather                      | Dominique Gisin                     | Arhivirano 2011-12-05 na Wayback Machine. |
| 3. december 2011  | Lake Louise        | SM    | Lindsey Vonn                        | Marie Marchand-Arvier               | Elisabeth Görgl                     | Arhivirano 2011-12-05 na Wayback Machine. |
| 4. december 2011  | Lake Louise        | SG    | Lindsey Vonn                        | Anna Fenninger                      | Julia Mancuso                       | Arhivirano 2011-12-06 na Wayback Machine. |
| 7. december 2011  | Beaver Creek       | SG    | Lindsey Vonn                        | Fabienne Suter                      | Anna Fenninger                      | Arhivirano 2012-01-07 na Wayback Machine. |
| 10. december 2011 | Val-d'Isère        | SG    | odpovedano zaradi pomanjkanja snega | odpovedano zaradi pomanjkanja snega | odpovedano zaradi pomanjkanja snega | odpovedano zaradi pomanjkanja snega       |
| 11. december 2011 | Val-d'Isère        | KB    | odpovedano zaradi pomanjkanja snega | odpovedano zaradi pomanjkanja snega | odpovedano zaradi pomanjkanja snega | odpovedano zaradi pomanjkanja snega       |
| 17. december 2011 | Courchevel         | SL    | odpovedano zaradi močnega sneženja  | odpovedano zaradi močnega sneženja  | odpovedano zaradi močnega sneženja  | odpovedano zaradi močnega sneženja        |
| 18. december 2011 | Courchevel         | VS    | odpovedano zaradi močnega sneženja  | odpovedano zaradi močnega sneženja  | odpovedano zaradi močnega sneženja  | odpovedano zaradi močnega sneženja        |
| 18. december 2011 | Courchevel         | SL    | Marlies Schild                      | Tanja Poutiainen                    | Kathrin Zettel                      | Arhivirano 2012-01-07 na Wayback Machine. |
| 20. december 2011 | Flachau            | SL    | Marlies Schild                      | Maria Höfl-Riesch                   | Tina Maze                           | Arhivirano 2012-01-07 na Wayback Machine. |
| 28. december 2011 | Lienz              | VS    | Anna Fenninger                      | Federica Brignone                   | Tessa Worley                        | Arhivirano 2012-01-07 na Wayback Machine. |
| 29. december 2011 | Lienz              | SL    | Marlies Schild                      | Tina Maze                           | Mikaela Shiffrin                    | Arhivirano 2012-01-07 na Wayback Machine. |
| 1. januar 2012    | München            | PT    | odpovedano zaradi pomanjkanja snega | odpovedano zaradi pomanjkanja snega | odpovedano zaradi pomanjkanja snega | odpovedano zaradi pomanjkanja snega       |
| 3. januar 2012    | Zagreb             | SL    | Marlies Schild                      | Tina Maze                           | Michaela Kirchgasser                | Arhivirano 2012-01-08 na Wayback Machine. |
| 7. januar 2012    | Bad Kleinkirchheim | SM    | Elisabeth Görgl                     | Julia Mancuso                       | Fabienne Suter                      | Arhivirano 2012-01-09 na Wayback Machine. |
| 8. januar 2012    | Bad Kleinkirchheim | SG    | Fabienne Suter                      | Tina Maze                           | Anna Fenninger                      | Arhivirano 2012-01-11 na Wayback Machine. |
| 14. januar 2012   | Cortina d'Ampezzo  | SM    | Daniela Merighetti                  | Lindsey Vonn                        | Maria Höfl-Riesch                   | Arhivirano 2012-01-17 na Wayback Machine. |
| 15. januar 2012   | Cortina d'Ampezzo  | SG    | Lindsey Vonn                        | Maria Höfl-Riesch                   | Tina Maze                           | Arhivirano 2012-01-17 na Wayback Machine. |
| 21. januar 2012   | Kranjska Gora      | VS    | Tessa Worley                        | Federica Brignone                   | Viktoria Rebensburg                 | Arhivirano 2012-01-25 na Wayback Machine. |
| 22. januar 2012   | Kranjska Gora      | SL    | Michaela Kirchgasser                | Tanja Poutiainen                    | Veronika Zuzulová                   | Arhivirano 2012-01-25 na Wayback Machine. |
| 27. januar 2012   | St. Moritz         | KB    | Lindsey Vonn                        | Tina Maze                           | Nicole Hosp                         | Arhivirano 2012-01-30 na Wayback Machine. |
| 28. januar 2012   | St. Moritz         | SM    | Lindsey Vonn                        | Maria Höfl-Riesch                   | Tina Weirather                      | Arhivirano 2012-01-30 na Wayback Machine. |
| 29. januar 2012   | St. Moritz         | KB    | Maria Höfl-Riesch                   | Lindsey Vonn                        | Nicole Hosp                         | Arhivirano 2012-01-31 na Wayback Machine. |
| 4. februar 2012   | Garmisch           | SM    | Lindsey Vonn                        | Nadja Kamer                         | Tina Weirather                      | Arhivirano 2012-02-06 na Wayback Machine. |
| 5. februar 2012   | Garmisch           | SG    | Julia Mancuso                       | Anna Fenninger                      | Tina Weirather                      | Arhivirano 2012-02-08 na Wayback Machine. |
| 10. februar 2012  | Soldeu, Andorra    | VS    | odpovedano zaradi močnega vetra     | odpovedano zaradi močnega vetra     | odpovedano zaradi močnega vetra     | odpovedano zaradi močnega vetra           |
| 11. februar 2012  | Soldeu, Andorra    | SL    | Marlies Schild                      | Frida Hansdotter                    | Kathrin Zettel                      | Arhivirano 2012-02-13 na Wayback Machine. |
| 12. februar 2012  | Soldeu, Andorra    | VS    | Tessa Worley                        | Tina Maze                           | Maria Höfl-Riesch                   | Arhivirano 2012-02-15 na Wayback Machine. |
| 18. februar 2012  | Krasnaja Poljana   | SM    | Maria Höfl-Riesch                   | Elisabeth Görgl                     | Lindsey Vonn                        | Arhivirano 2012-02-20 na Wayback Machine. |
| 19. februar 2012  | Krasnaja Poljana   | KB    | odpovedano zaradi močnega sneženja  | odpovedano zaradi močnega sneženja  | odpovedano zaradi močnega sneženja  | odpovedano zaradi močnega sneženja        |
| 21. februar 2012  | Moskva             | PT    | Julia Mancuso                       | Michaela Kirchgasser                | Lindsey Vonn                        | Arhivirano 2012-02-24 na Wayback Machine. |
| 25. februar 2012  | Bansko             | SM    | odpovedano zaradi močnega vetra     | odpovedano zaradi močnega vetra     | odpovedano zaradi močnega vetra     | odpovedano zaradi močnega vetra           |
| 26. februar 2012  | Bansko             | SG    | Lindsey Vonn                        | Tina Weirather                      | Daniela Merighetti                  | Arhivirano 2012-02-29 na Wayback Machine. |
| 2. marec 2012     | Ofterschwang       | VS    | Viktoria Rebensburg                 | Tina Maze                           | Irene Curtoni Elisabeth Görgl       | Arhivirano 2012-03-13 na Wayback Machine. |
| 3. marec 2012     | Ofterschwang       | VS    | Viktoria Rebensburg                 | Lindsey Vonn                        | Tina Maze                           | Arhivirano 2012-03-05 na Wayback Machine. |
| 4. marec 2012     | Ofterschwang       | SL    | Erin Mielzynski                     | Resi Stiegler                       | Marlies Schild                      | Arhivirano 2012-03-06 na Wayback Machine. |
| 9. marec 2012     | Åre                | VS    | Lindsey Vonn                        | Federica Brignone                   | Viktoria Rebensburg                 | Arhivirano 2013-05-22 na Wayback Machine. |
| 10. marec 2012    | Åre                | SL    | Maria Höfl-Riesch                   | Veronika Zuzulová                   | Marie-Michèle Gagnon                | Arhivirano 2012-03-13 na Wayback Machine. |
| 14. marec 2012    | Schladming         | SM    | Lindsey Vonn                        | Marion Rolland                      | Tina Maze                           | Arhivirano 2012-03-15 na Wayback Machine. |
| 15. marec 2012    | Schladming         | SG    | Viktoria Rebensburg                 | Julia Mancuso                       | Marion Rolland                      | Arhivirano 2012-03-18 na Wayback Machine. |
| 17. marec 2012    | Schladming         | SL    | Michaela Kirchgasser                | Veronika Zuzulová                   | Marlies Schild                      | Arhivirano 2012-03-19 na Wayback Machine. |
| 18. marec 2012    | Schladming         | VS    | Viktoria Rebensburg                 | Anna Fenninger                      | Federica Brignone                   | Arhivirano 2012-03-21 na Wayback Machine. |

## Moški v skupnem seštevku
| Poz | Tekmovalec         | Točk |
| --- | ------------------ | ---- |
| 1.  | Marcel Hirscher    | 1355 |
| 2.  | Beat Feuz          | 1330 |
| 3.  | Aksel Lund Svindal | 1131 |
| 4.  | Ivica Kostelić     | 1064 |
| 5.  | Hannes Reichelt    | 1024 |

| Poz | Tekmovalec      | Točk |
| --- | --------------- | ---- |
| 1.  | Klaus Kröll     | 605  |
| 2.  | Beat Feuz       | 598  |
| 3.  | Didier Cuche    | 521  |
| 4.  | Hannes Reichelt | 396  |
| 5.  | Bode Miller     | 383  |

| Poz | Tekmovalec         | Točk |
| --- | ------------------ | ---- |
| 1.  | Aksel Lund Svindal | 413  |
| 2.  | Didier Cuche       | 400  |
| 3.  | Beat Feuz          | 368  |
| 4.  | Kjetil Jansrud     | 342  |
| 5.  | Klaus Kröll        | 304  |

| Poz | Tekmovalec            | Točk |
| --- | --------------------- | ---- |
| 1.  | Marcel Hirscher       | 705  |
| 2.  | Ted Ligety            | 513  |
| 3.  | Massimiliano Blardone | 408  |
| 4.  | Alexis Pinturault     | 364  |
| 5.  | Hannes Reichelt       | 337  |

| Poz | Tekmovalec       | Točk |
| --- | ---------------- | ---- |
| 1.  | André Myhrer     | 644  |
| 2.  | Ivica Kostelić   | 610  |
| 3.  | Marcel Hirscher  | 560  |
| 4.  | Cristian Deville | 450  |
| 5.  | Stefano Gross    | 412  |

| Poz | Tekmovalec         | Točk |
| --- | ------------------ | ---- |
| 1.  | Ivica Kostelić     | 336  |
| 2.  | Beat Feuz          | 300  |
| 3.  | Romed Baumann      | 159  |
| 4.  | Alexis Pinturault  | 130  |
| 5.  | Aksel Lund Svindal | 128  |

## Ženske v skupnem seštevku
| Poz | Tekmovalka        | Točk |
| --- | ----------------- | ---- |
| 1.  | Lindsey Vonn      | 1980 |
| 2.  | Tina Maze         | 1402 |
| 3.  | Maria Höfl-Riesch | 1227 |
| 4.  | Julia Mancuso     | 1020 |
| 5.  | Anna Fenninger    | 994  |

| Poz | Tekmovalka        | Točk |
| --- | ----------------- | ---- |
| 1.  | Lindsey Vonn      | 690  |
| 2.  | Tina Weirather    | 400  |
| 3.  | Elisabeth Görgl   | 384  |
| 4.  | Maria Höfl-Riesch | 379  |
| 5.  | Julia Mancuso     | 277  |

| Poz | Tekmovalka     | Točk |
| --- | -------------- | ---- |
| 1.  | Lindsey Vonn   | 453  |
| 2.  | Julia Mancuso  | 381  |
| 3.  | Anna Fenninger | 369  |
| 4.  | Tina Maze      | 257  |
| 5.  | Fabienne Suter | 226  |

| Poz | Tekmovalka          | Točk |
| --- | ------------------- | ---- |
| 1.  | Viktoria Rebensburg | 650  |
| 2.  | Lindsey Vonn        | 455  |
| 3.  | Tessa Worley        | 446  |
| 4.  | Anna Fenninger      | 442  |
| 5.  | Tina Maze           | 367  |

| Poz | Tekmovalka           | Točk |
| --- | -------------------- | ---- |
| 1.  | Marlies Schild       | 760  |
| 2.  | Michaela Kirchgasser | 452  |
| 3.  | Tina Maze            | 413  |
| 4.  | Veronika Zuzulová    | 377  |
| 5.  | Kathrin Zettel       | 356  |

| Poz | Tekmovalka        | Točk |
| --- | ----------------- | ---- |
| 1.  | Lindsey Vonn      | 180  |
| 2.  | Tina Maze         | 125  |
| 3.  | Nicole Hosp       | 120  |
| 4.  | Maria Höfl-Riesch | 110  |
| 5.  | Kathrin Zettel    | 79   |

## Pokal narodov
| Poz. | Država   | Točk  |
| ---- | -------- | ----- |
| 1.   | Avstrija | 13676 |
| 2.   | Italija  | 6907  |
| 3.   | Švica    | 6503  |
| 4.   | ZDA      | 6276  |
| 5.   | Francija | 6131  |

| Poz. | Država   | Točk |
| ---- | -------- | ---- |
| 1.   | Avstrija | 7767 |
| 2.   | Švica    | 4472 |
| 3.   | Italija  | 3861 |
| 4.   | Francija | 3736 |
| 5.   | Norveška | 2247 |

| Poz. | Država   | Točk |
| ---- | -------- | ---- |
| 1.   | Avstrija | 5909 |
| 2.   | ZDA      | 4057 |
| 3.   | Italija  | 3046 |
| 4.   | Nemčija  | 2970 |
| 5.   | Francija | 2395 |